# Jarvis (album)
Pour les articles homonymes, voir Jarvis.
Albums de Jarvis Cocker
Further Complications (2009)
Jarvis est le premier album solo de Jarvis Cocker, leader du groupe Pulp, sorti en 2006.

Le titre Running the World, pourtant premier single de l'album, est caché à la fin du disque et peut s'entendre après 25 minutes de silence.
 Les titres Don't Let Him Waste Your Time et Baby's Coming Back to Me ont été écrits à l'origine pour Nancy Sinatra et figurent sur son album éponyme sorti en 2004.

## Liste des morceaux
1. Loss Adjuster (excerpt 1)
2. Don't Let Him Waste Your Time
3. Black Magic
4. Heavy Weather
5. I Will Kill Again
6. Baby's Coming Back to Me
7. Fat Children
8. From Auschwitz to Ipswitch
9. Disney Time
10. Tonite
11. Big Julie
12. Loss Adjuster (excerpt 2)
13. Quantum Theory
14. Running the World (titre caché)

## Le groupe
- Jarvis Cocker - chant, guitare, claviers
- Richard Hawley - guitare, claviers
- Steve Mackey - basse
- Ross Orton - batterie

## Singles extraits de l'album
- Running the World
- Don't Let Him Waste Your Time
- Fat Children